# Laura Crapanzano
Laura Stéphanie Lucienne Crapanzano (Luik, 19 mei 1990) is een Belgisch politica voor de PS.

## Levensloop
Crapanzano behaalde in 2013 het diploma van licentiate in de politieke wetenschappen en de bestuurswetenschappen aan de Universiteit Luik. Na een stage bij de Belgische ambassade in Parijs was ze van 2013 tot 2014 universitair medewerkster bij de PS-fractie in de Senaat. Vervolgens was ze van 2015 tot 2016 parlementair attaché bij de PS-fractie in het Waals Parlement. Sinds 2015 is ze hoofdattaché voor de provincie Luik.
In oktober 2012 werd ze voor de PS verkozen tot gemeenteraadslid van Seraing. Van 2013 tot 2019 was Crapanzano er ondervoorzitter van de raad van bestuur van het cultureel centrum van de stad en sinds december 2018 is ze er schepen van Openbare Werken, Financiën, Leefmilieu, Infrastructuur, Erediensten en Archieven. Tevens is ze sinds 2017 bestuurslid bij de intercommunale Publifin en opvolger Enodia.
Bij de federale verkiezingen van mei 2019 werd ze voor de kieskring Luik verkozen in de Kamer van volksvertegenwoordigers. Door het gedeeltelijke cumulatieverbod in de partij, waarbij burgemeesters of schepenen van steden met meer dan 50.000 inwoners niet tegelijkertijd parlementslid mochten zijn, diende ze echter te kiezen tussen haar schepenambt en haar zetel in de Kamer. Crapanzano probeerde nog een uitzondering te verkrijgen, maar daar ging de partij niet op in. Bijgevolg besliste ze om aan haar Kamerzetel te verzaken en schepen van Seraing te blijven. Vijf jaar later was ze bij de Waalse verkiezingen van juni 2024 eerste opvolger in het arrondissement Luik.